# سلفادور أغيري
سلفادور أغيري (بالإسبانية: Salvador Aguirre)‏ هو محامي وسياسي هندوراسي، ولد في 11 أغسطس 1862 في كوماياغوا في هندوراس، وتوفي في 22 يوليو 1946 في تيغوسيغالبا في هندوراس. حزبياً، نشط في الحزب الوطني. وقد انتخب رئيس هندوراس.